# Lantana trifolia
Lantana trifolia là một loài thực vật có hoa trong họ Cỏ roi ngựa. Loài này được L. mô tả khoa học đầu tiên năm 1753.